# Bad command or file name

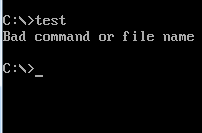
MS-DOS錯誤訊息的畫面

Bad command or file name是MS-DOS常見的错误消息。
COMMAND.COM在無法解讀其接收到指令的第一個單字時，就會產生此錯誤訊息。此單字需要和內部指令、執行檔或是批次檔的名稱完全相同，COMMAND.COM才能解讀。因此此錯誤訊息對問題作了準確的描述，但沒有清楚的說明，容易讓新手困惑。錯誤訊息會讓人誤以為指令中某參數所標示的檔案受損或是不存在。後來此錯誤訊訊息的文字已有修改的比較清楚。Windows NT顯示的錯誤訊息是（其中"foo"是實際無法識別，造成錯誤的字）：
"foo" is not recognized as an internal or external command,
operable program or batch file.
一些早期的Unix shell也顯示類似的錯誤訊息"foo: no such file or directory"，也是準確描述問題，但是容易讓使用者誤解。大部份目前使用的shell會改類似foo: command not found"的訊息。